# Involvement
In der Psychologie beschreibt Involvement, die kognitive und affektive Beteiligung einer Person an der mentalen Verarbeitung von Informationen in Bezug auf ein Einstellungsobjekt (z. B. ein Produkt oder einen Medieninhalt). Unterschieden werden kann persönliches Involvement, das sich aus längerfristigem Interesse einer Person an einem Gegensatz ergibt und situatives Involvement, das sich aus einer konkreten Situation (z. B. der anregenden Gestaltung von Werbeinhalten) ergibt.
Von Involvement spricht man im Marketing, wenn der Konsument empfindet, dass ein Produkt etwas mit dem Konsumenten selbst und dessen Persönlichkeit zu tun hat, dass ein Kauf also eine spürbare Auswirkung auf den Käufer zur Folge hat. Involvement kennzeichnet das Engagement, mit dem sich Konsumenten einem Angebot zuwenden. Der Begriff kommt aus dem angelsächsischen Wirtschaftsjargon und bedeutet so viel wie Einbezogenheit oder Einbindung. Mittlerweile hat sich auf Deutsch der Begriff Miteinbezogenheit als Synonym etabliert.

## Intensitäten

### Niedriger Miteinbezug (Low Involvement)
Produkt des alltäglichen Bedarfs mit geringem Kaufwert und geringer Verbrauchsdauer (z. B. Reinigungsmittel), mit dem sich der Kunde in der Regel nur oberflächlich beschäftigt, und bei dem die Kaufentscheidung meist ausschließlich anhand des Preises gefällt wird. Konkurrierende Produkte unterscheiden sich in Preis und Qualität nicht oder nur minimal. Solche Produkte werden vom Kunden als austauschbar empfunden.

### Hoher Miteinbezug (High Involvement)
Produkte mit hohem Kaufwert oder hoher Verbrauchsdauer (z. B. ein Auto oder ein Haus), für dessen Erwerb sich der Kunde mit dem Produkt sehr gründlich auseinandersetzen muss und welches seine Einschätzung erfordert. Da der Kunde für die Entscheidungsfindung direkt eingebunden ist, entwickelt er eine höhere Markentreue als bei niedrigem Miteinbezug. Hier greift das Egoprinzip, da der Kunde seine eigene Kaufentscheidung in der Regel als richtig ansieht.

## Einflussfaktoren

### Person
Persönlichkeit, Einstellungen, Lebenssituation, Kenntnisse, Erfahrungen bilden das persönliche Involvement.

### Produkt
Der Nutzen (Spaß, Erleichterung, …) eines Produktes bildet das Produktinvolvement. Hängt mit dem Interesse eines Konsumenten zusammen, einen bestimmten Kauf zu tätigen. Viele Sonderangebote dienen dazu, diese Art des Involvements zu steigern.

### Medium
Kommunikationsmedien unterstützen mittels jeweiligen Stärken des Mediums (Bilder, Ton, Text, Duft) das Involvement. So kann die Zeitung ein hohes Involvement des Konsumenten benötigen, da der Konsument Zeit und Konzentration investieren muss. Der Fernseher benötigt dagegen ein geringeres Involvement, da er beiläufig seine Informationen an den Konsumenten trägt.

### Botschaft
Was die "Story" aussagt, kann einen Konsumenten involvieren.

### Situation
Je nach momentaner Situation kann das Involvement schwanken. Aktuelle Anlässe (Hochzeit, Geburtstag, Projekte, …) oder Saisonen (Weihnachten, Urlaubssaison, …) beispielsweise können das Involvement des Konsumenten beeinflussen.

## Prozesssoziologie
In der Prozesssoziologie beinhaltet der Begriff zudem das Engagement.
Als Mensch direkt miteinbezogen zu sein, geht mit einer Realitätsbewertung einher, da man sich weder räumlich, noch zeitlich (von sich selbst) distanzieren kann.